# Elsa Burnett
Elsa Olga Marguerite Burnett, född Lundquist 10 december 1902 i Stockholm, död 3 januari 1999 i Höganäs, var en svensk skådespelerska.

## Biografi
Burnett var verksam som Elsa Lundqvist fram till 1932 då hon gifte sig med Harry Burnett (1892–1978). Hon engagerades av Ingmar Bergman efter övertalning till Helsingborgs stadsteater efter att hon avslutat sin teaterkarriär.[källa behövs] Hon filmdebuterade 1928 i John W. Brunius två filmer om Gustaf Wasa. Makarna Burnett är begravda på Vikens gamla kyrkogård i Skåne.

## Filmografi
- 1928 – Gustaf Wasa del I
- 1928 – Gustaf Wasa del II
- 1932 – Tango
- 1934 – Flickorna från Gamla Sta'n
- 1938 – Dollar
- 1939 – Gubben kommer
- 1939 – Filmen om Emelie Högqvist
- 1939 – Ombyte förnöjer
- 1944 – Den heliga lögnen

## Teater

### Roller (ej komplett)
| År   | Roll                     | Produktion                                                                                     | Regi                      | Teater                    |
| ---- | ------------------------ | ---------------------------------------------------------------------------------------------- | ------------------------- | ------------------------- |
| 1926 | Angelika                 | Han som får örfilarna (Тот, кто получает пощёчины, Tot kto palucaet posceciny) Leonid Andrejev | Gösta Ekman               | Oscarsteatern             |
| 1926 | Fröken Inga              | Moloch Erik Lindorm                                                                            | John W. Brunius           | Oscarsteatern             |
| 1926 | Sångerskan               | Lycko-Pers resa August Strindberg                                                              | Rune Carlsten             | Oscarsteatern             |
| 1927 | Mrs Wynton               | Hennes sista bedrift (The Last of Mrs. Cheyney) Frederick Lonsdale                             | Pauline Brunius           | Oscarsteatern             |
| 1927 |                          | Bättre folk (The Best People) Avery Hopwood och David Gray                                     | Pauline Brunius           | Oscarsteatern             |
| 1928 | Fru Svensson             | Rötmånad Erik Lindorm                                                                          | John W. Brunius           | Oscarsteatern             |
| 1928 | Tessie                   | Gröna hissen (Fair and Warmer) Avery Hopwood                                                   | Gösta Ekman               | Oscarsteatern Vasateatern |
| 1928 | Katie                    | Broadway Philip Dunning och George Abbott                                                      | Mauritz Stiller           | Oscarsteatern             |
| 1928 |                          | Go' morron, Bill (Good Morning Bill) P.G. Wodehouse                                            | Gösta Cederlund           | Helsingborgs stadsteater  |
| 1929 |                          | Frökens man (A kisasszony férje) Gábor Drégely                                                 | Albert Nycop              | Helsingborgs stadsteater  |
| 1929 | Kitty Lake               | Vi ä' alla lika (Aren't we all?) Frederick Lonsdale                                            | Rudolf Wendbladh          | Helsingborgs stadsteater  |
| 1929 | Frun                     | Periferi (Periférie) František Langer                                                          | Rudolf Wendbladh          | Helsingborgs stadsteater  |
| 1929 | John Giggs               | Lavendelfröknarna (Lavender Ladies) Daisy Fisher                                               | Rudolf Wendbladh          | Helsingborgs stadsteater  |
| 1930 | Canina                   | Volpone Ben Jonson                                                                             | Rudolf Wendbladh          | Helsingborgs stadsteater  |
| 1930 | Första maskinskriverskan | Topaze Marcel Pagnol                                                                           | Albert Nycop              | Helsingborgs stadsteater  |
| 1931 |                          | Det svaga könet (Le sex faible) Édouard Bourdet                                                | Max Reinhardt             | Oscarsteatern             |
| 1931 |                          | 9 till 6 (Nine till six) Aimée Stuart och Philip Stuart                                        | Pauline Brunius           | Oscarsteatern             |
| 1931 |                          | Ett tu tre (Egy, kettő, három) Ferenc Molnár                                                   | Bjørn Bjørnson            | Oscarsteatern             |
| 1931 |                          | Du skall säga nej August Brunius                                                               | John W. Brunius           | Oscarsteatern             |
| 1932 | Raina                    | Hjältar (Arms and the man) George Bernard Shaw                                                 | John W. Brunius           | Oscarsteatern             |
| 1932 |                          | Juvelstölden (Ekszerrablás a Váci-uccában) Ladislas Fodor                                      | Nils Johannisson          | Oscarsteatern             |
| 1938 | Fröken Schmidt           | Han sitter vid smältdegeln (Han sidder ved Smeltediglen) Kaj Munk                              | Olof Molander             | Vasateatern               |
| 1939 | Drottningen              | Kungens komedi Oscar Rydqvist                                                                  | Martha Lundholm           | Vasateatern               |
| 1939 | Suzanne                  | Christian Yvan Noé                                                                             | Martha Lundholm           | Vasateatern               |
| 1939 | Fru Heink                | Konserten (Das Konzert) Hermann Bahr                                                           | Martha Lundholm           | Vasateatern               |
| 1945 | Constance Nevins         | Älskling jag ger mig (Yes, My Darling Daughter) Mark Reed                                      | Sture Ericson             | Helsingborgs stadsteater  |
| 1945 | Marianne                 | Jacobowsky och översten (Jacobowsky und der Oberst) Franz Werfel                               | Ingmar Bergman            | Helsingborgs stadsteater  |
| 1948 | Kristina                 | Påsk August Strindberg                                                                         | Gunnar Ekström            | Helsingborgs stadsteater  |
| 1948 | Helen                    | Alltsedan paradiset (Ever since paradise) J. B. Priestley                                      | Sture Ericson             | Helsingborgs stadsteater  |
| 1969 | Änkedomprostinnan        | Hans nåds testamente Hjalmar Bergman                                                           | Runar Schauman Kaj Ahnhem | Helsingborgs stadsteater  |

## Bilder

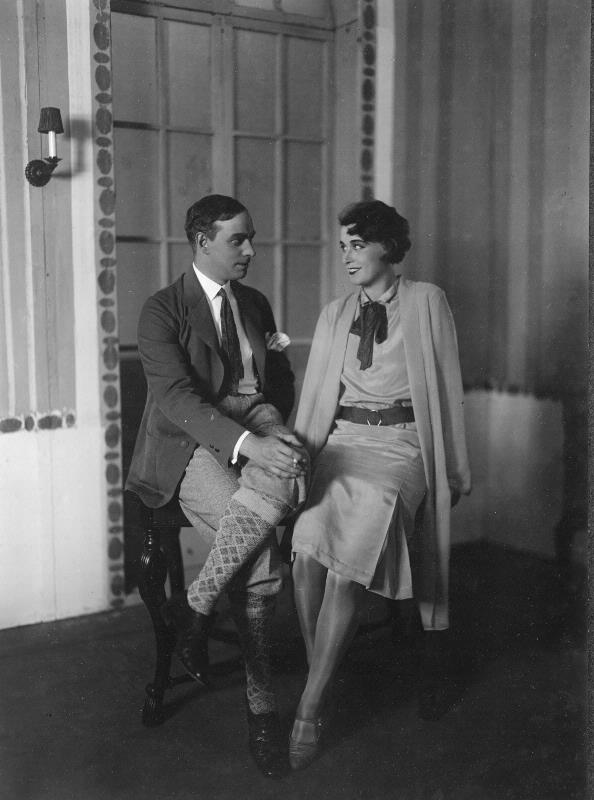
Martin Ericsson och Elsa Burnett i Go morron Bill på Helsingborgs stadsteater 1928.

### Fotnoter
1. 1 2 3  ”ELsa Burnett”. Svensk Filmdatabas. http://www.sfi.se/sv/svensk-filmdatabas/Item/?type=PERSON&itemid=60441&iv=OVERVIEW. Läst 18 februari 2013.
2. ↑  ”Han som får örfilarna”. Musikverket. http://calmview.musikverk.se/CalmView/Record.aspx?src=CalmView.Performance&id=PERF22315&pos=72. Läst 9 juni 2015.
3. ↑  ”Moloch”. Musikverket. http://calmview.musikverk.se/CalmView/Record.aspx?src=CalmView.Performance&id=PERF22317&pos=73. Läst 9 maj 2016.
4. ↑  ”Teater och Musik”. Dagens Nyheter:  s. 7. 25 november 1926. http://arkivet.dn.se/arkivet/tidning/1926-11-25/321/7. Läst 11 maj 2016.
5. ↑  ”Hennes sista bedrift”. Musikverket. http://calmview.musikverk.se/CalmView/Record.aspx?src=CalmView.Performance&id=PERF22318&pos=74. Läst 9 juni 2015.
6. ↑  Manstad, Margit (1987). Och vinden viskade så förtroligt. Stockholm: Läsförlaget AB. sid. 62. Libris 7673797. ISBN 91-7902-067-4
7. ↑  ”Rötmånad”. Musikverket. http://calmview.musikverk.se/CalmView/Record.aspx?src=CalmView.Performance&id=PERF24991&pos=132. Läst 11 juni 2015.
8. ↑  ”Gröna hissen”. Musikverket. http://calmview.musikverk.se/CalmView/Record.aspx?src=CalmView.Performance&id=PERF22273&pos=331. Läst 11 juli 2015.
9. ↑  Teateralmanack 1928 i Svenska Dagbladets Årsbok – sjätte årgången, händelserna 1928 (1929) sid. 145
10. ↑  ”Broadway”. Musikverket. http://calmview.musikverk.se/CalmView/Record.aspx?src=CalmView.Performance&id=PERF22275&pos=15. Läst 3 juni 2015.
11. ↑  ”Scen och Film: I Hälsingborg”. Dagens Nyheter:  s. 9. 17 september 1928. https://arkivet.dn.se/tidning/1928-09-17/254/9. Läst 2 september 2021.
12. ↑  ”Scen och Film: I Hälsingborg”. Dagens Nyheter:  s. 9. 22 februari 1929. https://arkivet.dn.se/tidning/1929-02-22/52/9. Läst 2 september 2021.
13. ↑  Bo Bergman (11 mars 1931). ”'Det svaga könet' på Oscarsteatern”. Dagens Nyheter:  s. 1. http://arkivet.dn.se/tidning/1931-03-11/68/1. Läst 4 mars 2017.
14. ↑  ”Teater Musik Film”. Dagens Nyheter:  s. 9. 5 mars 1932. http://arkivet.dn.se/tidning/1932-03-05/63/9. Läst 5 mars 2017.
15. ↑  Svenska Dagbladets årsbok 1931 s. 166
16. ↑  Svenska Dagbladets årsbok 1931 s. 167
17. ↑  Rq (6 mars 1932). ”Tre teaterpremiärer: 'Hjältar' på Oscarsteater”. Dagens Nyheter:  s. 9. http://arkivet.dn.se/tidning/1932-03-06/64/9. Läst 4 mars 2017.
18. ↑  A.Ö. (13 mars 1932). ”Två premiärer: Lustspelspremiär på Oscarsteatern”. Svenska Dagbladet:  s. 7. https://www.svd.se/arkiv/1932-03-13/7. Läst 5 mars 2017.
19. ↑  Svenska Dagbladets årsbok 1938 s. 182
20. ↑  ”Kungens komedi”. Musikverket. http://calmview.musikverk.se/CalmView/Record.aspx?src=CalmView.Performance&id=PERF14257&pos=409. Läst 29 april 2016.
21. 1 2  Svenska Dagbladets årsbok 1939 s. 178
22. ↑  ”Jacobowsky och översten”. Stiftelsen Ingmar Bergman. http://ingmarbergman.se/verk/jacobowsky-och-översten. Läst 16 oktober 2015.